# 龍宮船
龍宮船（りゅうぐうふね）とは、戦国時代の水軍である能島水軍（のちに毛利水軍の一派となる）が使用した軍船。名称は龍宮の如く、潜水する機能があり、外観にもよると見られる。
絵図は残されているものの、詳細は不明な部分が多いとされる。前後に龍頭があり、屋根で覆われ、中央には上に向かって2本の管が伸び（シュノーケルと同様の空気確保のための管か）、3つの錨が描かれている（絵図には、横面と底面が描かれている）。潜水艦のような機能を備えていたと伝えられていることから、船を碇で沈め、そのまま姿を隠し、敵船が現れた際に浮上して、奇襲する目的があったと見られる（一種の伏兵船と考えられる）。その使用目的上からか、帆は描かれておらず、帆船ではない模様。『龍宮舟之圖』を観ると、底に前後とも舵が見られ、外観上、どちらが前で後ろかが分かりにくく、構造上からも一般の和船とは異なることが分かる（どちらとも船首であり、船尾でもある）。また、海中に船体が潜水した場合、当時の海戦においてよく使用されていた焙烙火矢が通じにくくなるという点では、鉄甲船と同様に、火器に対抗した軍船とも考えられる（鉄甲船が安宅船の改造船であるのに対し、龍宮船は外観上から独自設計と見られる上、帆がないので燃えやすい部分が少ない）。
本船は、天正4年（1576年）の第一次木津川口の戦いにおいて織田水軍と戦ったとされるが、詳細は不明であり、史実の確証も得られない。『龍宮舟之圖』が近世期のもので、史実でないとしても、江戸時代の人々が、「潜水する軍船」の発想を具体的に有していた事は事実である。

## 備考
- 日本神話でニニギの3人の子の話「山幸彦と海幸彦」で、塩土の翁が竹を切り、目無（まな）しかたまと言う目の細かいざるを二つ合わせたような、どこからも水の入らない（潜水艇の様な）舟をこしらえて、火折命を乗せ、海底の宮まで行った（潜水した）事が記されており、中近世に潜水船の発想が浮かぶ下地はある。